# Cromosoma 14

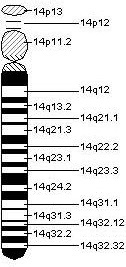
Imatge del cromosoma 14 humà.

El cromosoma 14 és un dels cinc cromosomes acrocèntrics del genoma humà i el quart cromosoma del qual es va conèixer completament la seva seqüència genètica.
El cromosoma 14 té uns 108 milions parells de bases, 1050 gens i fragments genètics i 393 pseudogens, forma el 3 - 3,5% del pes total de l'ADN.
Entre els seus gens, uns 60 han estat associats a malalties com l'Alzheimer, la síndrome d'Usher i diverses cardiopaties i defectes de la visió i audició.